# Temelucha spectabilis
Temelucha spectabilis är en stekelart som beskrevs av Dasch 1979. Temelucha spectabilis ingår i släktet Temelucha och familjen brokparasitsteklar. Inga underarter finns listade i Catalogue of Life.